# Sofia Larsen
Anna Sofia Larsen, född Jonsson 11 januari 1972 i Längbro församling i Örebro, är vd för Svensk Handel. 

## Biografi
Larsen är civilekonom och studerade vid Örebro och Stockholms universitet.
Larsen var ordinarie riksdagsledamot 1998–2010, invald för Örebro läns valkrets. I riksdagen var hon ledamot i utbildningsutskottet 1998–2006 och utbildningsutskottets ordförande 2006–2010. I och med att Centerpartiet förlorade sitt enda mandat i Örebro läns valkrets i valet 2010 förlorade Larsen sin riksdagsplats. Mellan år 2000-2011 var Larsen ledamot av Centerpartiets partistyrelse.
Mellan 2011 och 2020 var Larsen ordförande för akademikerförbundet Jusek, nu Akavia.
Larsen har tidigare varit segmentschef för friskolekoncernen AcadeMedias för- och grundskolor. Mellan år 2010-2014 var hon ledamot i bolagets styrelse.
April 2021 - mars 2022 var Larsen ordförande för Friskolornas riksförbund , en branschorganisation för Sveriges fristående skolor. 
Larsen har varit chef för Örebro universitets samverkan och kommunikation. Hon har även varit styrelseledamot i den oberoende forskningsstiftelsen Entreprenörskapsforum, ledamot i marknadsbolaget Örebrokompaniet samt ledamot i Länsförsäkringar Bergslagen. 
Larsen är sedan maj 2022 vd för Svensk Handel.
Hon är gift med den danska före detta fotbollsspelaren Lars Larsen.